# Corticeus suturalis
Corticeus suturalis – gatunek chrząszcza z rodziny czarnuchowatych i podrodziny Diaperinae. Zamieszkuje palearktyczną Eurazję od środkowej części Europy po Wyspy Japońskie.

## Taksonomia
Gatunek ten opisany został po raz pierwszy w 1800 roku przez Gustafa von Paykulla pod nazwą Hypophlaeus suturalis. Jako lokalizację typową wskazano szwedzką Westrogothię.

## Morfologia
Chrząszcz o mocno wydłużonym, walcowatym ciele długości od 3 do 4 mm, z wierzchu błyszczącym i nagim.
Głowa jest czerwonobrunatna do ciemnobrązowej, bardzo drobno punktowana, o prawie dwukrotnie szerszych niż dłuższych, na przedzie wykrojonych oczach.
Przedplecze jest ubarwione tak jak głowa, regularnie pokryte większymi i silniejszymi niż na głowie punktami, prawie tak szerokie jak długie, kwadratowawe, najszersze w połowie, o przednich kątach wyraźnych i kanciastych, bokach nieznacznie zaokrąglonych, a tylnych kątach rozwartych, ale zaostrzonych. Pokrywy są tak szerokie jak przedplecze, nierozszerzone w tyle, bezładnie punktowane, głębiej i gęściej przy tarczce i szwie. Ubarwienie mają żółtobrunatne lub jasnobrązowe z ciemnobrązowo lub czerwonobrunatnie przyciemnionym szwem i wierzchołkiem.

## Ekologia i występowanie
Owad borealno-górski, saproksyliczny, zamieszkujący pnie stojących, ale martwych już świerków, a rzadziej sosen. Zarówno larwy, jak i postacie dorosłe bytują tam w żerowiskach kornika drukarza oraz pod nieznacznie odstającymi płatami kory.
Gatunek palearktyczny. W Europie znany jest z Włoch, Szwecji, Norwegii, Finlandii, Estonii, Łotwy, Litwy, Polski, Czech, Słowacji, Węgier, Białorusi, Rumunii oraz europejskiej części Rosji (na północ po Karelię), a w Azji z syberyjskiej i dalekowschodniej części Rosji oraz z Japonii.
W Polsce owad znany z nielicznych stanowisk, z Puszczy Białowieskiej i Knyszyńskiej, Pojezierza Mazurskiego, Górnego Śląska i Sudetów Zachodnich. Odnośnie Czech istnieje jedynie historyczne doniesienie dotyczące Szumawy. Na „Czerwonej liście gatunków zagrożonych Republiki Czeskiej” umieszczony został jako gatunek regionalnie wymarły (RE).